# Ferocen
Ferocen je organokovinska spojina s formulo Fe(C5H5)2. Sestavljen je iz dveh ciklopentadienilnih obročev, vezanih na nasprotnih straneh centralnega železovega atoma. Takšne organokovinske spojine so znane tudi kot sendvičaste spojine.  Hiter razvoj organokovinske kemije se pogosto pripisuje tudi razburjenju po odkritju ferocena in njegovih številnih analogov.

## Sklica
1. ↑  »Ferrocene(102-54-5)«. Pridobljeno 3. februarja 2010.
2. 1 2 3  NIOSH Pocket Guide to Chemical Hazards #0205. National Institute for Occupational Safety and Health (NIOSH).
3. ↑  Federman Neto, Alberto; Pelegrino, Alessandra Caramori; Darin, Vitor Andre (2004). Ferrocene: 50 Years of Transition Metal Organometallic Chemistry – From Organic and Inorganic to Supramolecular Chemistry. ChemInform 35 (43). doi: 10.1002/chin.200443242.
4. ↑  Pauson, P. L. (2001). Ferrocene-how it all began. J. Organomet. Chem. str. 637–639. doi: 10.1016/S0022-328X(01)01126-3.